# 董可威
董可威（？—？），字伯肅，号葆元，山东青州府益都县人。明朝政治人物，官至工部尚書。

## 生平
万历二十二年（1594年）甲午科山东鄉試第三十名舉人，二十三年（1595年）乙未科會試第一百七十三名，廷試三甲第一百八十二名进士，通政司觀政，二十五年授河南衛輝府推官，三十一年升南京吏部主事，歷升南京文选司署郎中事主事，以管理计典，循理遷轉，三十九年十月升南京光禄寺寺丞添注，支正五品俸。四十四年升光禄寺少卿，四十六年正月升顺天府丞，同年閏四月升右佥都御史巡抚宣府地方，本年丁憂歸。
泰昌元年（1620年）十二月起復大同巡抚佥都御史，天啓元年三月以病回籍调理，五年三月起升工部添设右侍郎，协理工程事务，六月改升本部左侍郎，六年正月官至工部尚书。同年五月王恭廠大爆炸後称病乞休，加太子太保。七年加太子太傅，崇祯二年以阉党闲住。卒年七十二。

## 家族
曾祖董魁，號傑菴，贈太僕寺寺丞。祖父董汝瀚（1497年-1558年），字子涯，號西屿，嘉靖甲午舉人，歷官建平知縣，官至南京户部河南司郎中。父董李，儒官。母劉氏，继母卜氏。重庆下。弟有威（庠生）、养威、取威。

## 文學
《聊齋誌異》記述其家關公顯靈之事。